# A Dűne vadászai
A Dűne vadászai Brian Herbert és Kevin J. Anderson könyve, a Dűne-regényciklus folytatása.

## Tartalma
Az egykori Impérium területén a Bene Gesserit rend és a hódító Tisztelet Matrónáinak egyesüléséből felemelkedett Új Nővérek a Káptalanházból lett új Dűnéről bőkezűen vagy éppen szűkmarkúan mérve a fűszert az elégedetlen űrligával és szakadár Matrónákkal viaskodnak, miközben törékeny világrendjüket a határokon túlról fenyegető, ismeretlen Sokarcú Ellenség támadására próbálják felkészíteni. Arról azonban fogalmuk sincs, hogy emberi arcban az Ellenség már át is lépte a birodalom határait. A klasszikus Dűne-regényciklus közvetlen folytatása. A még Frank Herbert által felvázolt sorozatzáró történetet a szerző irodalmi örökösei két regénnyé bontva írták meg.

## Magyarul
- Brian Herbert–Kevin J. Anderson: A Dűne vadászai; ford. Galamb Zoltán; Szukits, Szeged, 2006